# Campionato asiatico femminile di pallacanestro 1968
Il 2º Campionato Asiatico Femminile di Pallacanestro FIBA (noto anche come FIBA Asia Championship for Women 1968) si è svolto a Taipei nella repubblica cinese, dal 22 al 31 luglio 1968.
I Campionati asiatici femminili di pallacanestro sono una manifestazione biennale tra le squadre nazionali organizzato dalla FIBA Asia.

## Squadre partecipanti
- Corea del Sud
- Giappone
- Taiwan
- Thailandia
- Malaysia
- Filippine
- Hong Kong
- Singapore

## Risultati
| Squadra       | Partite giocate | Vinte | Perse | Punti fatti | Punti subiti | Differenza | Punti |
| ------------- | --------------- | ----- | ----- | ----------- | ------------ | ---------- | ----- |
| Corea del Sud | 7               | 7     | 0     | 646         | 247          | +399       | 14    |
| Giappone      | 7               | 6     | 1     | 613         | 296          | +317       | 13    |
| Taipei cinese | 7               | 5     | 2     | 463         | 383          | +80        | 12    |
| Thailandia    | 7               | 4     | 3     | 438         | 451          | −13        | 11    |
| Malaysia      | 7               | 3     | 4     | 357         | 516          | −159       | 10    |
| Filippine     | 7               | 2     | 5     | 306         | 430          | −124       | 9     |
| Hong Kong     | 7               | 1     | 6     | 323         | 498          | −175       | 8     |
| Singapore     | 7               | 0     | 7     | 246         | 571          | −325       | 7     |

## Classifica finale
| Posizione | Squadra       | Vinte/Perse |
| --------- | ------------- | ----------- |
| Oro       | Corea del Sud | 7-0         |
| Argento   | Giappone      | 6-1         |
| Bronzo    | Taipei cinese | 5-2         |
| 4         | Thailandia    | 4-3         |
| 5         | Malaysia      | 3-4         |
| 6         | Filippine     | 2-5         |
| 7         | Hong Kong     | 1-6         |
| 8         | Singapore     | 0-7         |

## Campione d'Asia
| Campione d'Asia | Campione d'Asia | Campione d'Asia | Campione d'Asia |
| --------------- | --------------- | --------------- | --------------- |
| Corea del Sud   |                 |                 |                 |